# کهنه‌ده (نوشهر)
کهنه ده، روستایی است از توابع بخش کجور شهرستان نوشهر در استان مازندران ایران.

## جمعیت
این روستا در دهستان توابع کجور قرار دارد و براساس سرشماری مرکز آمار ایران در سال ۱۳۸۵، جمعیت آن ۷۷ نفر (۲۳خانوار) بوده‌است. مردم کهنه ده از قومیت طبری هستند. مردم کهنه ده به زبان طبری با گویش کجوری سخن می‌گویند.